# Qurbani Rang Layegi
Qurbani Rang Layegi es una película dramática en hindi de la India de 1991 dirigida por Raj N. Sippy y producida por KK Talwar. Está protagonizada por Sanjay Dutt, Poonam Dhillon, Padmini Kolhapure, junto con Kajal Kiran y Shakti Kapoor.  La película se comenzó a hacer en 1984, y debido a retrasos por múltiples razones finalmente se estrenó en 1991.

## Elenco
- Sanjay Dutt como Raj
- Poonam Dhillon como Poonam
- Padmini Kolhapure como Basanti
- Kajal Kiran como Chhutki
- Shakti Kapoor como Vicky
- Sujit Kumar como Jaikishan

## Banda sonora
| Song                                     | Singer                     |
| ---------------------------------------- | -------------------------- |
| "Mere Geeton Ko"                         | Shabbir Kumar              |
| "Pyar Kismat Se Milta Hai"               | Shabbir Kumar              |
| "Shukriya Shukriya Shukriya"             | Shabbir Kumar              |
| "Tirchhi Nazar Ka Mara Teer Topiwale Ne" | Shabbir Kumar, Asha Bhosle |
| "Abhi Abhi Taaza Taaza Mili Hai Khabar"  | Shabbir Kumar, Asha Bhosle |